# Marokko i Eurovision Song Contest
Marokko har kun deltaget én gang i Eurovision Song Contest: i 1980. Marokko endte med at få en 18. plads i finalen, med 7 point, som landet fik fra Italien.

## Repræsentant
Nøgle
     Vinder
     Anden plads
     Tredje plads
     Sidste plads
     Deltager valgt, men konkurrerede ikke
| År   | Artist      | Sang                     | Sprog   | Oversættelse   | Plads | Point |
| ---- | ----------- | ------------------------ | ------- | -------------- | ----- | ----- |
| 1980 | Samira Said | "Bitaqat Hob" (بطاقة حب) | Arabisk | Kærlighedskort | 18    | 7     |

## Pointstatistik (1980)

### Flest point til og fra - top 5
NB: Kun point givet i finalerne er talt med.
| Marokko har givet point til | Marokko har givet point til | Marokko har givet point til |
| Placering                   | Land                        | Point                       |
| --------------------------- | --------------------------- | --------------------------- |
| 1                           | Tyrkiet                     | 12                          |
| 2                           | Tyskland                    | 10                          |
| 3                           | Storbritannien              | 8                           |
| 4                           | Schweiz                     | 7                           |
| 5                           | Sverige                     | 6                           |

| Marokko har modtaget point fra | Marokko har modtaget point fra | Marokko har modtaget point fra |
| Placering                      | Land                           | Point                          |
| ------------------------------ | ------------------------------ | ------------------------------ |
| 1                              | Italien                        | 7                              |

### 12 point til og fra
NB: Kun 12 point givet i finalerne er talt med.
| Marokko har givet 12 point til | Marokko har givet 12 point til | Marokko har givet 12 point til |
| År                             | Jury                           | Televoting                     |
| ------------------------------ | ------------------------------ | ------------------------------ |
| 1980                           | Tyrkiet                        | Ingen separat televoting       |

### Flest point til og fra - alle lande
NB: Kun point givet i finalerne er talt med.
| Marokko har givet point til | Marokko har givet point til | Marokko har givet point til |
| Placering                   | Land                        | Point                       |
| --------------------------- | --------------------------- | --------------------------- |
| 1                           | Tyrkiet                     | 12                          |
| 2                           | Tyskland                    | 10                          |
| 3                           | Storbritannien              | 8                           |
| 4                           | Schweiz                     | 7                           |
| 5                           | Sverige                     | 6                           |
| 6                           | Spanien                     | 5                           |
| 7                           | Norge                       | 4                           |
| 8                           | Østrig                      | 3                           |
| 9                           | Danmark                     | 2                           |
| 10                          | Frankrig                    | 1                           |
| 11                          | Albanien                    | 0                           |
| =                           | Andorra                     | 0                           |
| =                           | Armenien                    | 0                           |
| =                           | Aserbajdsjan                | 0                           |
| =                           | Australien                  | 0                           |
| =                           | Belgien                     | 0                           |
| =                           | Bosnien-Hercegovina         | 0                           |
| =                           | Bulgarien                   | 0                           |
| =                           | Cypern                      | 0                           |
| =                           | Estland                     | 0                           |
| =                           | Finland                     | 0                           |
| =                           | Georgien                    | 0                           |
| =                           | Grækenland                  | 0                           |
| =                           | Holland                     | 0                           |
| =                           | Hviderusland                | 0                           |
| =                           | Irland                      | 0                           |
| =                           | Island                      | 0                           |
| =                           | Israel                      | 0                           |
| =                           | Italien                     | 0                           |
| =                           | Jugoslavien                 | 0                           |
| =                           | Kroatien                    | 0                           |
| =                           | Letland                     | 0                           |
| =                           | Litauen                     | 0                           |
| =                           | Luxembourg                  | 0                           |
| =                           | Malta                       | 0                           |
| =                           | Moldova                     | 0                           |
| =                           | Monaco                      | 0                           |
| =                           | Montenegro                  | 0                           |
| =                           | Nordmakedonien              | 0                           |
| =                           | Polen                       | 0                           |
| =                           | Portugal                    | 0                           |
| =                           | Rumænien                    | 0                           |
| =                           | Rusland                     | 0                           |
| =                           | San Marino                  | 0                           |
| =                           | Serbien                     | 0                           |
| =                           | Serbien og Montenegro       | 0                           |
| =                           | Slovakiet                   | 0                           |
| =                           | Slovenien                   | 0                           |
| =                           | Tjekkiet                    | 0                           |
| =                           | Ukraine                     | 0                           |
| =                           | Ungarn                      | 0                           |

| Marokko har modtaget point fra | Marokko har modtaget point fra | Marokko har modtaget point fra |
| Placering                      | Land                           | Point                          |
| ------------------------------ | ------------------------------ | ------------------------------ |
| 1                              | Italien                        | 7                              |
| 2                              | Albanien                       | 0                              |
| =                              | Andorra                        | 0                              |
| =                              | Armenien                       | 0                              |
| =                              | Aserbajdsjan                   | 0                              |
| =                              | Australien                     | 0                              |
| =                              | Belgien                        | 0                              |
| =                              | Bosnien-Hercegovina            | 0                              |
| =                              | Bulgarien                      | 0                              |
| =                              | Cypern                         | 0                              |
| =                              | Danmark                        | 0                              |
| =                              | Estland                        | 0                              |
| =                              | Finland                        | 0                              |
| =                              | Frankrig                       | 0                              |
| =                              | Georgien                       | 0                              |
| =                              | Grækenland                     | 0                              |
| =                              | Holland                        | 0                              |
| =                              | Hviderusland                   | 0                              |
| =                              | Irland                         | 0                              |
| =                              | Island                         | 0                              |
| =                              | Israel                         | 0                              |
| =                              | Jugoslavien                    | 0                              |
| =                              | Kroatien                       | 0                              |
| =                              | Letland                        | 0                              |
| =                              | Litauen                        | 0                              |
| =                              | Luxembourg                     | 0                              |
| =                              | Malta                          | 0                              |
| =                              | Moldova                        | 0                              |
| =                              | Monaco                         | 0                              |
| =                              | Montenegro                     | 0                              |
| =                              | Nordmakedonien                 | 0                              |
| =                              | Norge                          | 0                              |
| =                              | Polen                          | 0                              |
| =                              | Portugal                       | 0                              |
| =                              | Rumænien                       | 0                              |
| =                              | Rusland                        | 0                              |
| =                              | San Marino                     | 0                              |
| =                              | Schweiz                        | 0                              |
| =                              | Serbien                        | 0                              |
| =                              | Serbien og Montenegro          | 0                              |
| =                              | Slovakiet                      | 0                              |
| =                              | Slovenien                      | 0                              |
| =                              | Spanien                        | 0                              |
| =                              | Storbritannien                 | 0                              |
| =                              | Sverige                        | 0                              |
| =                              | Tjekkiet                       | 0                              |
| =                              | Tyrkiet                        | 0                              |
| =                              | Tyskland                       | 0                              |
| =                              | Ukraine                        | 0                              |
| =                              | Ungarn                         | 0                              |
| =                              | Østrig                         | 0                              |